# ألان جاي هوكينز
ألان جاي هوكينز (بالإنجليزية: Alan J. Hawkins)‏ هو مبشر أمريكي، ولد في 8 يوليو 1955.